# Руффиньяк (пещера)
Пещера Руффиньяк (фр. Grotte de Rouffignac), известная также как «Пещера тысячи мамонтов», находится в историческом регионе Франции Перигор, в коммуне Руффиньяк. Впервые её упоминает в 1575 Франсуа де Бельфоре в своей Cosmographie Universelle.
В пещере обнаружено свыше 250 настенных рисунков. Впервые их описание опубликовал в 1956 г. Л. Р. Нужье (L.R. Nougier). Особенно много изображений представлено на потолке пещеры. Особенность пещеры состоит в том, что в известняковых стенах имеются довольно многочисленные кремнёвые желваки.

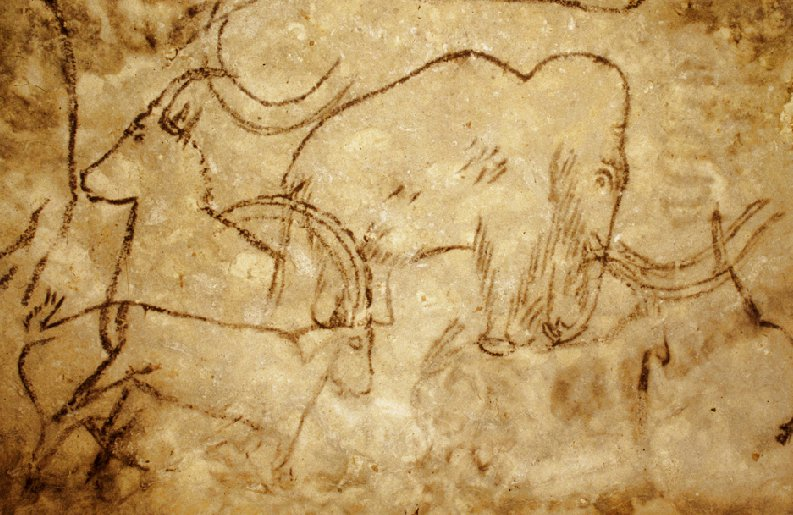
Рисунки пещеры Руффиньяк

Общая длина ходов пещеры составляет свыше 8 км. Настенные рисунки и гравюры относятся ко времени мадленской культуры, то есть XII—XI тыс. до н. э. В основном на рисунках изображены мамонты, буйволы, шерстистые носороги и альпийские козлы. К более раннему периоду относятся следы когтей пещерных медведей на стенах.
П. Никольский и В. Питулько, проанализировав два изображения мамонтов верхнего палеолита из пещер Руффиньяк и Пиндаль (Испания), пришли к выводу, что оба изображения указывают на охоту на мамонтов. Они предполагают, что концентрация линейных меток в области сердца изображения Руффиньяка может представлять собой скопление копий.
Часть пещеры открыта для посещения туристами. Посетители объезжают пещеру на маленьком электропоезде.